# Zoltán utca
Zoltán utca est une rue de Budapest, située dans le quartier de Lipótváros (5e arrondissement).